# THE IDOLM@STER
『THE IDOLM@STER』（アイドルマスター）は、ナムコ（後のバンダイナムコエンターテインメント）が2005年7月26日より稼動を開始したアーケード用シミュレーションゲーム（公式ジャンルは「アイドルプロデュース体験ゲーム」）。

## 概説
個性豊かな9人（組）のアイドル候補生から1 - 3人を選び、いかに多くのファンに支持されるアイドルにプロデュースすることが出来るかを競う。プレイヤーは「新米プロデューサー」となり、ネットワークを使用して全国規模でランキングを競う。
ナムコによる公式略称は「アイマス（IM@S）」（確定前には律子役の若林直美によりiM@sの表記も提唱されていた）である。なおタイトルロゴでは"I"は小文字が使われているが、テキストで表記する場合は"I"は大文字とされている。ユーザ間ではXbox 360版との区別のため『アケマス』の呼称も使用される。
本作は多様で表情豊かなフルボイス3Dキャラクターとのコミュニケーションや、その設定を生かした多数の楽曲や衣装、ネットワークやメールを活用したシステムが、設定と相まってアイドルの楽曲やグッズ・ドラマCD・オリジナルアニメなどが多数展開し、正式に「PROJECT IM@S」と呼ばれるマルチメディア展開に発展している。
なお2010年9月1日1時59分（8月31日25時59分）をもってネットワークサービスは終了（発表は同年5月28日）。現在は商業施設で稼働している全筐体はオフラインモードとなっている。基本的なプレイは引き続き可能だが、携帯電話サイト内にあるアーケード連動コーナーが閉鎖され連動機能が使用できなくなるなど、ネットに依存していた一部の機能は使用できない。
部品調達難に伴い、2017年10月に筐体の修理サポートが終了した。

## 筐体概要
本作の筐体は「リライタブルステージ」というアーケード筐体であり、ランキングを表示するライブタワーとプレイに使用するステーション (Rewritable Stage) から構成される。キャラクター / ユーザーのプレイデータは専用のリライタブルカードに記録する。
ライブタワーには全国ランキングやアイドルのTV出演映像などが表示される。ランキングは順次表示されるが、画面の右下にあるセンサー部に手をかざすことでスキップし、次のランキング表示に切り替えることができる。なお接続されているステーションのいずれかがオーディションで合格した場合、ライブタワーにもそのライブ映像が流れる。なお、このライブ映像はプレイヤーの設定により流さないことも可能だが、その場合はプレイヤー側のステーションにもTV出演時の映像が表示されなくなる。
ステーションは、中央にタッチパネルを搭載したディスプレイがあり、右側にコイン投入口とヘッドホン差込口、左側にカード挿入口がある。アイドルとの会話やオーディションにおけるアピール指示など、全ての操作はディスプレイにタッチすることで行う。プレイ情報の記憶のために2種類の専用リライタブルカードを使用する。ヘッドホン端子使用時にも外部スピーカーから音が流れる仕様になっている。
またネットワークはナムコ、セガ（2015年4月から2020年3月まではセガ・インタラクティブ）、サミーによるALL.Netを利用している。

## ゲームの詳細
以下の説明は、2006年7月より運用されているバージョン1.30に準拠している。
765プロダクションの所属する女性アイドルをプロデュースして、トップアイドルを目指すことが目標である。

### ゲームの流れ
1ユニットにおけるプロデュースの流れは以下の通り。
1. プロデュースするユニットのメンバーを選択。
2. ユニット名を決める。仮名文字（ひらがな・カタカナ）と英数字、漢字が入力可能。使用できる漢字については公式サイトを参照。
3. レッスンとコミュニケーションを進めるか、オーディションを受ける。この繰り返しでファンを獲得し、アイドルランクを上昇させていく。
  - レッスンを受けると、ユニットのパラメーターやレベルを上げられる。コミュニケーションを行うと、後述する「思い出」が増え、オーディションほど多くはないがファンも獲得できる。
  - オーディションに合格すればTV出演となり、各オーディションの規模に応じた数のファンを獲得できる。不合格だった場合は若干ファンが減少するが、まれに不合格でも若干ファンが増加する場合がある。
4. 規定期間内に規定ランクに到達できなかった場合、もしくは一定期間プロデュースした後は活動停止となり引退コンサートを行う。その後プロデュース評価を算定、プロデューサーランクが変動する[注 3]。

1回のプレイにおける流れは以下の通り。
1. プレイ開始時
クレジット投入と、プロデューサーカードおよびユニットカードの読み込みを行う。操作は、全くの新規プレイ時/既存ユニットのプロデュース続行時/新ユニットのプロデュース開始時でそれぞれ異なる。
  - 新規プレイ時は、クレジットを投入した後にプロデューサー名を決め、1週目がメンバー選択、2週目で衣装決めと作曲家への挨拶を行い、3週目で曲選択と専用オーディションへの参加という3週分のプレイになる。
  - 既存ユニットのプロデュース続行時は、まずプロデューサーカードを挿入しパスワードを入力。その後メニューから「活動中のユニットをプロデュースする」を選び、続きを行うユニットのカードを挿入する。
  - 新ユニットのプロデュース開始時は、メニュー画面の表示までは既存ユニットと同様だが、メニュー表示に際して「新しくユニットをプロデュースする」を選ぶ。筐体内のユニットカードを購入するか、手持ちのカード（後述する『THE IDOLM@STER MASTERPIECE』シリーズの初回版などに同梱されるリライタブルカード）を利用できる。なお、2つ目以降のユニットのプロデュース開始時は、1週目でメンバー選択・曲選択・衣装選択を全て行う。但し、プロデューサーランクが見習い（初回プロデュース最終評価が0点だった場合）の場合は、新規プレイ同様にチュートリアルを行う。

プロデューサーカードの使用回数が制限（50回）に達した後のプレイ開始時には、プロデューサーカードを読み込んだ後更新処理を行う。クレジット投入後旧カードが「更新済」と印字されて排出、続いて新カードが排出され、以降は新しいプロデューサーカードを用いる。
2. プレイ開始前に音声のボリュームや出演時の画面表示のON/OFFを指定できる。出演時表示をOFFにするとオーディションに合格した際の出演風景は放送されない。
3. 朝の挨拶後、必要に応じて曲変更もしくは着替えを行い、レッスンorオーディションに進む。
4. レッスンorオーディションの終了後、ファン数の変動が報告され1週が終了。ここでコンティニューの選択が可能（ユニットの活動終了時を除く）。
5. ゲーム終了時、ユニットカードにプロデュース状況が書き込まれた後、プロデューサーカードに差し替え、プロデューサーの状態を記録することで1回のプレイが終了。プロデューサーカードの使用回数制限や、後述する携帯電話サイトの「出勤簿」で表示される出勤回数はこの段階を通過した回数で計算される。

### 事務所
ここでは通常（2週目以降）朝と夜にプロデューサーが行うことについて述べるが、プロデュース開始直後の1週目は朝の進行が異なる（メンバーの選択などを行ったあとレッスンかオーディションを選択するが、1週目は必ずレッスンを行うことになる）。

#### 朝
1. 事務所に出勤し、活動週、ランクアップリミット、ファン数を確認する。なおこの際に特定条件（後述）をクリアしていた場合はメンバーのテンションが1週MAX固定になる（顔の周囲に光が輝くエフェクトがかけられる。「ワクテカ」と呼ばれ、特に前週のレッスン結果による物は「自力ワクテカ」と呼ばれている）。
2. アイドルへの挨拶か、休養かを選択する。挨拶で良い挨拶をすればアイドルのテンションは上がり、失敗すれば下がる。この際、右上のタイマーの消費も異なる。この時の選択技の良し悪しはある程度傾向があるとはいえランダムである（但し、選択せずに時間切れで自動選択された場合は必ず最悪の選択肢が選ばれる）。休みを選択した場合はその時点で1週が終わり、次の週の朝に移る。2週連続で休みを取ると、そのユニットを引退させるかどうかの選択肢が出る。ここで引退を選択すると、引退コンサートへ移行する。
3. 流行情報・イメージレベル・特別オーディション（後述）の合格状況を確認する。特別オーディションの合格状況については9つの星マークで表示されており、合格済の物ははっきりと表示されている。その並び順については後述。
4. 曲変更を行うか、衣装変更を行うか、どちらも行わないかを選択。曲と衣装の両方を同時に変更することはできない。曲変更の場合は本当に変更するかどうかの選択肢が出て、ここで変更するを選択すると曲の変更が可能。曲の変更は1ユニットにつき2回まで（R/Wカードにも曲名の前に1st,2nd,3rdと表示される）。
5. レッスンかオーディションを選択する。

#### 夜
1. 事務所に戻り、アイドルランクの報告を受ける。ファン数と順位の変動を確認。ランクアップリミットの判定もこのときに行われる。
2. ファンからのプレゼントを確認して1週の活動が終了。プレゼントは衣装、アクセサリー、ファンレター、不幸の手紙のいずれかになる。何も届かないことや逆に一度に2個届くこと、既に持っている物が届くこともある。ファンレターは送られてきたアイドルのみテンションが回復、不幸の手紙はユニット全員のテンションが激減。ファンレターの文書の多くは何度か実施された一般公募により選ばれた物。

### レッスン
パラメーターやイメージレベルを上げるためにはレッスンが必要で、以下の5種類がある。レッスン場の臨時休業もあり、その場合該当レッスンは選べない。
ボイスレッスン
いわゆる音楽ゲームに似たレッスン。一定の間隔で配置された音符の上を通過するバーの動きにあわせ、バーが通過する音符と同色で画面下にあるボタンをタイミングよく押す。バーが音符の中央に差し掛かった時にボタンを押すと高評価。難易度が上がると音符の数が最高10個まで増える。ボーカルのパラメータが伸び、ダンスも若干伸びる。
ポーズレッスン
リハーサルで表示される各カメラの矢印の向き（4方向）を記憶、ランダムに示されたカメラに対応した正しい向きを指示するレッスン。全ての向きを素早く指示するほど高評価。難易度が上がるとカメラの数が最高6個まで増える。ビジュアルのパラメータが伸び、ダンスも若干伸びる。
歌詞レッスン
見本の歌詞を参考に、いくつかの文字が入れ替わった歌詞を正しく並べ替えるレッスン。歌詞は1文字毎にブロック化されて並べられ、空白も1文字扱い。全ての並べ替えを素早く行うほど高評価。難易度が上がると歌詞の長さが伸び、並べ替える文字数が増える（最高2組）。ボーカルのパラメータが大きく伸びる。
ダンスレッスン
見本の足の方向に、下の方で回転をしている足の方向を正しく合わせて止めるレッスン。全ての足を素早く合わせるほど高評価。方向を合わせる際に円の枠が白く光った時に止めれば、足の角度が見本と若干違っていても問題ない。難易度が上がると回転の速さが上がり、回転する足の数が最高5個まで増える。ダンスのパラメータが大きく伸びる。
表現力レッスン
画面全体に散らばって動くバーのうち、下の歌詞の色と同じ色のバー全てを押すレッスン。指示された色全てのバーを素早く押すほど高評価。難易度が上がると、指示された色のバーの数が最高5本まで増え、バーの動きが速くなる。ビジュアルのパラメータが大きく伸びる。
1週のレッスンは通常6回で、デュオやトリオでは最初にこの6回を各メンバーに割り振る。後述するテンションによってはメンバー単位でレッスン回数が変化する場合がある。1回ごとに評価が表示され、それにより次のレッスンの難易度が変化する。A・B評価の場合は難易度が上がり、C評価では変わらず、D・E評価およびBadの場合は難易度が下がる。難易度が高いほどパラメーターの伸びる量が多くなる。
また条件を満たすとコミュニケーション後にボーナスレッスンが発生し、通常のレッスン同様にレッスンが行える。1週のうちに2度レッスンを行えるので、短期間でパラメータを大きく伸ばすチャンスとなる。臨時休業にならない限り、同じレッスンを2度続けても構わない。ボーナスレッスンの発生に確実な条件はないが、後述するようにコミュニケーションがキャンセルされた場合は発生しない。

### コミュニケーション
レッスン後は仕事を選びアイドルとの会話が発生する。デュオやトリオの場合は仕事を選んだ後に会話の相手となるキャラを指定する。会話の中でアイドルからの質問に答えたり、顔を拭くなど直に触れるシーンもある。この会話の中での行動の結果により、以下のようにアイドルが持つ思い出の数が変動する。
- パーフェクトコミュニケーション（オーディション用の思い出の増加量はテンションが高い時は5、普通以下の時は3。引退コンサート用の思い出は4つ増える）
- グッドコミュニケーション（思い出の増加量はオーディション用・引退コンサート用ともに2）
- ノーマルコミュニケーション（思い出の増加量はオーディション用・引退コンサート用ともに1）
- バッドコミュニケーション（思い出は増えずテンションが下がる。引退コンサート用の思い出が1つ減り、テンションが低いとオーディション用の思い出も1つ減る。但し、どちらも0個未満にはならない）

このゲームでは思い出は2種類存在するが、プレイ中各キャラのテンションを表すゲージに表示されているのはオーディションで使う思い出である。引退コンサート用の思い出は引退コンサート直前にコミュニケーション結果を集計することで所持数が発表される。
コミュニケーションの選択技の中にはネタや萌えに絡むものがあり、本作がギャルゲーと称されるのもこのモードが大きい。その選択肢がパーフェクトの選択技でないにもかかわらずあえてそれを選び、キャラの反応を見て楽しむ者もいる。従来のゲームの女の子の会話は学校の学生同士の会話が主であったが、「仕事の同僚」「大人と子供」という珍しいスタンスであった。また本作はただ好感度を上げるギャルゲーとは違い、時には厳しいことを言ったり、嫌いな仕事を宥めたりなどビジネスとしての成功を目指すという会話が重要になっていく。
なお、テンションが低い場合は、コミュニケーションが行えないことがある。その場合は、仕事をキャンセルしたことになり、空いた時間で2回目のレッスンを行うことになる（この場合、ボーナスレッスン＝3回目のレッスンが発生することはない）。

### オーディション
ファン（＝スコア）を獲得するためには、基本的には番組出演のためのオーディションに合格する必要がある。実際にはレッスン時にも若干増加するが、ファン人数の大部分はオーディションの戦績による。なお、オーディションのあとボーナスレッスンが発生することは絶対にない。

#### オーディションの種類
オーディションは大別して3種類に分類できる。どのオーディションにも番組出演枠数とファン獲得人数が設定されている。番組出演枠数はそのオーディションにおける勝者の枠数であり（EF限定や全国オーディションでは大抵2〜3枠、希に1枠のオーディションが出現するケースがある）、ファン獲得人数は勝利した際に獲得できるファン人数の標準値（実際に獲得できる人数はパラメータなどにより若干変動する）である。なお、オーディション枠の地色がそのオーディションにおける流行を示しており、流行の再集計による変動前後には社長からの情報とは異なる流行のオーディションが募集される可能性もある。
- ランクEF限定オーディション：ランクFとEのみ受けられる。イメージレベルによる制限あり（レアオーディション「NEW BE@T」の最上位（獲得人数40,000人）はイメージレベル制限なし、最低ランクである「HOP JAM」（獲得人数5,000人）はFランク限定）。
- 全国オーディション：ランクに関係なく受けられる。一部イメージレベルによる制限あり（制限がないのは通常オーディションの最上位「LOVE LOVE LIVE」（獲得人数50,000人）と、レアオーディション「IDOL VISION」（獲得人数は60,000人もしくは70,000人））。
- 特別オーディション：オンライン稼働の筐体にてプレイした場合、特定の条件を満たすと受けられ、一度合格すると以降同じオーディションには参加できない。参加条件はそれぞれ異なり、合格枠数は1枠である上にオンラインでなければ挑戦出来ず、さらにCPUも混じった場合は強力なNPCも登場する過酷なオーディションである。だがアイドルランクをBランクにするためには3つ、Aランクにするためには6つ（マスター系を3つともクリアしその他に3つ）、Sランクにするためには全ての特別オーディションで勝利しなければならない。特に参加条件の関係上1回しか挑戦できないため負ければその時点でSランクへの道が閉ざされてしまう「TOP×TOP」と、総合的なレベルが高い上に中間審査の1位しか得点を獲得できない「HIT-TV」は難易度が高い。ファン獲得人数は記述のない場合50,000人。2010年9月1日のオフライン化に伴い、常に登場するようになった[7]。
  - マスター系特別オーディション - 流行順位が週毎に発表される流行情報に影響されず固有のパターンである。参加条件はイメージレベル8以上。
    - ボーカルマスター - 流行順位がボーカル、ダンス、ビジュアルの順で固定。
    - ダンスマスター - 流行順位がダンス、ビジュアル、ボーカルの順で固定。
    - ビジュアルマスター - 流行順位がビジュアル、ボーカル、ダンスの順で固定。

  - 歌姫楽園 - 参加条件はイメージレベル7以上+受付毎に順次切り替わるキャラクター条件（年齢別（中学生以下/高校生以上）or性格別（元気系/おとなしい/度胸あり）。デュオやトリオではメンバーの内1人が該当すればよい）。中間審査毎の最下位の点数が-3点となっている。
  - カラフルメモリーズ - 参加条件は思い出15個以上（デュオやトリオではメンバー全員の合計数が15個以上）。審査員の興味が半分で始まる。ファン獲得人数30,000人。
  - LONGTIME - 参加条件は活動週25週以上。審査員の興味が見えない。ファン獲得人数100,000人。
  - ルーキーズ - 参加条件は活動週13週以下。中間審査がなくアピール27回の1本勝負。ファン獲得人数30,000人。
  - TOP×TOP - 参加条件はオーディション無敗。中間審査後の自分の順位がわからない。
  - HIT-TV - 参加条件は合格率70%以上+イメージレベル10以上。中間審査時1位にのみ得点が与えられる。

なお初回プレイのチュートリアルで受けるオーディション「THE DEBUT」はEF限定の最低ランクと同じ3枠5,000人だが、このオーディションに限り4位以下でも合格したものとしてゲームが進行する（この場合もその後負けない内はTOP×TOPに挑戦可能）。また、後述する番組出演時に発生したアピールやアクシデントに関係なくファン獲得人数は5,000人となる（チュートリアル中のファン人数は1人→2人→5,002人となる）。

#### オーディション開始まで
オーディション開始までの流れは以下のとおり。
1. 参加するオーディションを選択
2. アピール文の入力（任意）
3. オーディション参加者の確認
4. オーディションに向けての意気込みを発表
5. アイドルへの応援

まずプレイヤーは参加しようとするオーディションを選択しエントリーを行う。参加条件のあるオーディションで条件を満たさない場合はエントリーできず選択し直すことになる。確認画面でキャンセルしたり、参加条件を満たさず弾かれた（既に参加者がいっぱいだったために弾かれた回数はカウントされない）回数が3回になると、ユニットのイメージレベルで受験可能な全国オーディションに強制的にエントリーさせられることになる。
オーディション確認画面では他の参加者を確認できる。内容は各ユニットのアイドルランクと、過去5戦の戦績および受験時の流行イメージ（ただしマスター系オーディションを受けた際はその受けたオーディション）など。エントリー決定後は受付時間が終了するまでの間アピール文を入力することができる（ひらがな、カタカナ、英数字と定型文の入力ができる）。なお、オーディションの枠の色が実際にそのオーディションで採用される流行1位イメージである。流行が変動した直後は、社長から聞いた流行情報と異なる流行のオーディションが出現していることがある。
エントリー受付終了後、全員のアピール文やユニットイメージ、イメージレベル、記者の状態などが表示される。次に参加者6組のうちプレイヤーユニットの中からランダムで1組が選ばれ（NPC/CPUのユニットは絶対に選ばれない）、その中の1名が代表として審査員に意気込みを言う。その後各プロデューサーが一言、自分のプロデュースしているアイドルに応援をして審査が開始される。
意気込みおよび応援の際には3択の選択技が表示され、選択に成功すればアイドルのテンションは上がり、失敗すると下がる（キャラクターによっては、意気込みの時に選ばれないことでテンションが変動することがある）。どの選択肢でテンションが上がるかは決まっていない。

#### NPC
本来オーディションではプレイヤー同士が対戦し、エントリー時間内に人数が集まらない場合は自動的にCPUが参加することになるが、他にもノンプレイヤーキャラクター（NPC）が対戦に参加する。レベルやランクはそれぞれ異なる他、記者が付いているユニットもある。主に特別オーディションでの登場が多いが、全国オーディションやEFランク限定オーディションでも登場する。
プレイヤーとNPCを区別することができる要素には以下のものがある。
- プロデューサー名とユニット名に関連がある
例えば「キュアブラック」のプロデューサー名は「日曜8時半」（アニメ『ふたりはプリキュア』（および系列作品）の放送時間帯である）、「レッドショルダー」のプロデューサー名は「メルキアX1」（アニメ『装甲騎兵ボトムズ』に登場する「第24メルキア方面軍戦略機甲兵団・特殊任務班X-1」の通称が「レッドショルダー」である）となっている。一部にはこのような関連性を持たないNPCもいる。
- 店舗名が架空の物になっている
接続元として表示される店舗名の部分が、NPCでは固有の架空店舗になっている。
- 記者の状態と戦歴が矛盾している
前回の順位が6位なのに敏腕記者がついていたり、前回の順位が1位なのに悪徳記者がついている場合が該当する。NPCはNPCに固有の記者設定がされているためこのような矛盾が生じる。
- メンバー発表時のコメント文に使われている漢字
アピールコメント入力時にはプレイヤーは定型文に含まれている漢字しか使用できない。定型文に含まれていない漢字がコメントに入っていればそれはNPCということになる。

なおオフラインの状態ではNPCはエントリーしてこない。オンラインでエントリーの受付を行っていてNPCが入ってきた後に回線が切れてしまった場合でもエントリー済のNPCはそのまま参加する。

#### オーディション中
オーディション審査は1曲歌い終えるまでの間に3回行われ、各ユニットが1回の審査につき9回のアピールを行うことができる。アピールは3種類の項目から1つを選んで行う通常のアピールと、メンバーが持っている思い出を使い全項目に一斉にアピールを行う思い出アピールがある。
通常のアピールはビジュアル、ダンス、ボーカルの3つのジャンルに対応するアピールバーをタッチして行う。なお2人以上のユニットならば、アピール時間内に複数のアピールバーを順次タッチすることで複数のジャンルにアピールができる。その場合、各ジャンルに加算されるアピールポイントは同時アピール数に応じて1/2もしくは1/3に減少する（端数は切り上げ）。曲のリズムに合わせてタイミング良くアピールバーにタッチできればナイスアピールになり、より高い得点を得られる
思い出アピールは画面中央に表示される「思い出パネル」にタッチし、画面中央に右から左へ流れる12枚のパネルの内1枚にタッチすることで行う。Goodのパネルを押した場合はGoodアピールとなり、全てのジャンルにアピールポイントが入った上に、全審査員の興味（後述）が回復する。Badのパネルを押したり押さずに見送った場合はBadアピールとなり、全てのジャンルのアピールポイントが減る上に全審査員の興味が下がる。なおGoodのパネルとBadのパネルの枚数の比率は、朝の挨拶終了時点でのユニットのテンションによって異なる。また、思い出パネルは、テンション中または高ではBadパネルが連続することはなく、テンション中または低ではGoodパネルが連続することは無い。このため、テンション中では必ずGoodとBadが交互に流れてくる。思い出アピールにも前述のナイスアピールが適用され、タッチしたタイミングによってアピールポイント（Badの場合はアピールポイント減点）が増加する。思い出アピールは1回のオーディションにつき最大3回まで（ただし、所持する思い出が2個以下だとその数まで）使用可能で、使用可能回数は思い出パネルに表示されている。2回目、3回目になるほど画面中央に流れるパネルのスピードが上がる。なお複数人ユニットでは使用毎にメンバーの内最も多く思い出を持っている人が思い出を消費する。
また各審査員にはそれぞれ興味という審査員のテンション値が設定されている。各プレイヤーがアピールを行うごとに、そのジャンルを担当する審査員の興味が減少していく。オーディション中に興味が0になった審査員は帰ってしまい、そのジャンルにおける全得点が無効になる。オーディションの進行に応じて、各審査員が自分の担当ジャンルにおける順位変動のコメントをすることがあるほか、興味が一定値まで下がると審査に飽きてきたことを表すコメントが表示される。
ユーザーたちの間では、故意に1つのジャンルを重点的にアピールしたりBadアピールを行うことで審査員の興味を0にして帰らせる、「ジェノサイド戦法」と呼ばれるプレイスタイルが編み出された。これによりそれまでの審査の経過で明らかに負けていたはずのユニットが上位に浮上し、後述するフレッシュ勝ちによって勝利するケースもある。なお審査員は2名まで帰ることがある（その場合、残った1人の興味値は変動しなくなる）。

#### 採点方法
9回のアピールが終了する（先述した特別オーディション「ルーキーズ」では27回終了時）ごとに、中間審査として各ユニットのアピールポイントが集計される。各項目について以下の得点計算が行われ、画面下部の進行バー上に表示される。
- 各ジャンルごとに、アピールポイントの上位3組にはそのジャンルの流行度に応じた数の星（☆）が与えられる（流行1位が5点、2位が3点、3位が2点）。
- アピールポイントが最下位のユニットには-1点（先述の歌姫楽園のみ-3点）のペナルティが与えられる。

これにより、1回の中間審査で得られる点数は10点〜-3点（-9点）となる。
これを3回繰り返して（ルーキーズにおいては27回のアピール終了後に審査を行うため審査は1回で終了）獲得した星の数を集計し、オーディションごとに設定された人数の合格者が発表される。順位は以下のルールで決定される。
1. 獲得した星の多い方が上位。
2. 獲得した星が同数でプレイヤーのユニットとCPU（NPCも含まれる）のユニットの間ではプレイヤーが上位。ちなみにCPUやNPC同士が同点になった場合はエントリー番号の若い方が勝利となる。
3. プレイヤー同士で同点の場合はユニットの人数に関係なく活動週の少ないほうが上位。
4. 活動週が同じで同点のプレイヤーユニット間ではユニットの人数が少ないほうが上位（ソロ>デュオ>トリオ）。
5. 同点・同人数・活動週も同じプレイヤーユニットの間ではランダムで決定。

結果発表時にボーダーライン上に複数のユニットが存在し、同点でありながら合格ユニットと不合格ユニットが出た場合、そのボーダーライン上のユニットのうち、どのユニットが2番目以降の条件で合格になったかのコメントが出る。この形で合格になることを俗に「フレッシュ勝ち」、不合格になるのを「フレッシュ負け」と呼ぶ。特に合格枠がわずか1つの特別オーディションでは非常に重要な要素になる。
オーディション終了後には全ユニットの得点が表示される。この際に画面にタッチすると、各節のアピールポイントや順位に表示が切り替わる。
アピールポイントではなく、あくまでも獲得した星の数で勝敗が決まることに注意。極端な話、つぎ込んだアピールポイントが1位は1,350点で3位は100点だったとしても、1位と3位が獲得する星の数は同じなのである。特別オーディションのHIT-TV以外は3位以内にさえ入れば星がもらえるので、他のアイドルより能力的に多少負けていても、先述の「ジェノサイド」で過去の中間審査で落とした項目の審査員を帰すことにより差を詰めたり、同点に並び「フレッシュ勝ち」で逆転勝利することも充分にあり得る。これがこのゲームの面白い所であり、怖い要素でもある。
流行順位によりアピールの入り方の傾向を開始前に推測することは可能だが、単純にその通りにアピールを行うだけではオーディションに勝ち続けるのは難しい。オーディション中のライバル達のアピール、審査員のコメントや興味、自分やライバルの思い出によるアピールによって状況は刻一刻と変わっていく。プロデューサーには、状況を的確に把握し、臨機応変に対応する手腕が求められる。

#### 番組出演
オーディションに勝利した場合、その後は番組出演となる（設定でパスすることも可能）。その模様はセンタータワーでも流される（複数人がプレイしている場合など、タワーで放送されない場合がある）。
新米以上のランクのプロデューサーで複数人ユニットをプロデュースしている場合、出演前にパートエディットを行える。パートエディットでは歌詞や台詞の各フレーズに対し、メンバーのそれぞれがそのフレーズを歌うかどうかの選択を行う（複数人が同じフレーズを歌う設定は可能だが、各フレーズ最低1人は歌うように設定する必要がある。また『9:02pm』など曲中に台詞のある曲の台詞担当の指定（これについては全メンバーの中から1人を選ぶ）もここで行う）。
出演中、画面上に現れる枠をドラッグし任意のタイミングで離すことにより、その枠内の状況で写真を撮ることになる。複数枚撮った場合は最後の1枚が有効になる。撮った写真はユニットカードの表面に印刷される他、携帯電話用サイトの「メモリーズ☆プリーズ」でダウンロードし待ち受け画像とすることも可能。
また出演中に以下のエフェクトが発生することがあり、それによってファン獲得人数に影響が出るケースがある。
- アピール - 画面が光り、メンバーがポーズを取り、カメラはユニットに接近する。発生するエフェクトの内獲得人数が増える方向に動くのはこれだけ。
- ボーカルアクシデント - 画面が赤くなり、歌詞を忘れる（発生中はボーカルがない状態になる）。歌詞のない部分で発生することもある。
- ダンスアクシデント - 画面が青くなり、全員が転ぶ。
- ビジュアルアクシデント - 画面が黄色くなり、足下など（通常は顔が画面に入っているが発生中は顔が入らない。ただしカメラワークの中で顔が出る場合はある）にカメラが向けられている状態になる。

### 引退
活動中のユニットが一定の条件を満たすと引退となる。その条件は以下のとおり。
- 規定の期間までにランクアップできなかった場合。
- アイドルランクがAランク以上で、規定の期間に達した場合（Aランクで終了した場合、表示上はランクアップできなかったことになっているが社長からの指示における台詞はSランク到達時と同じ物である）。期間はソロユニットが61週、デュオおよびトリオユニットは62週。
- 朝の挨拶時に2週連続して休みを取り、その後強制解散を選択した場合。

引退時には「引退コンサート」を行ってそのユニットは活動終了となる。引退コンサートの流れは以下のとおり。
1. 会場選択 - 引退コンサートを行う会場を選択する。会場は全5箇所のうち、最終的なアイドルランクにより候補が2つ選ばれるのでその2つより選択する。会場とイメージレベルにより引退コンサートの熱狂度を表すゲージの初期値が決定される。
2. 衣装・楽曲選択 - 衣装と楽曲を選択する。楽曲は過去にそのユニットが歌った曲の中から選択する。
3. アイドルとの会話 - アイドルとの会話を行う。デュオやトリオの場合は好感度が最も高い1名との会話になる。この会話とテンションや選択した楽曲によって、コンサートの熱狂度を表すゲージの変化率が決定される。また引退コンサートで使える思い出の数もここで発表される。
4. コンサート - コンサート中は画面下に熱狂度を表すゲージが表示される。終了時にゲージが一定値以上あれば引退コンサート成功となる。先述した変化率に応じて熱狂度が変化するほか、それまでのコミュニケーションの結果に応じた数の「思い出」を使いゲージを伸ばすことができる。残りターン数と残量により、複数個使用してルーレットの成功率がアップするケースがある。
5. アイドルとの会話 - コンサート終了後、アイドルとの最後の会話を行う。この内容は会場と結果によって変化する。その後引退コンサートも含めたプロデュースの実績により、プロデューサーのランクが変動する。ちなみにコンサート会場にドームを選択し、熱狂度のバーとキャラクターの好感度が一定値以上でコンサートに成功した場合は、最後にTHE IDOLM@STERの曲と共にスタッフロールが流れる。

### アイドルに関して

#### 流行イメージとパラメータ
このゲームには流行があり、以下の3種類のイメージがそれぞれ順位で周期的に変わる仕組みになっている。流行が変わることにより能力値の調整が必要となってくる。またユニットにも同様に3種類の能力値があり、3つのうち一番高い項目がユニットイメージとなる。
- ボーカル（歌唱力）
- ダンス（踊動力）
- ビジュアル（ルックス）

なお厳密にはこの他に性格値という物も存在するが、性格値は後述するようにキャラクターの能力減退傾向を相関的に表す程度であるため意識する必要はない。
この3つの能力値は以下の条件で変動する。
- 成長条件
  - レッスンの成績による成長
  - オーディションに勝利した際の成長
  - 衣装・アクセサリ・楽曲の修正値による補正
  - 敏腕記者の確保や各種ブーストによる補正
- 減退条件
  - 毎週朝に微少減退する（プロデュースの進行度とキャラクターにより減退傾向は異なる）
  - 4週連続でオーディションを受けずにいる（5週以上連続した場合も1回だけ。回復不能）
  - 同じイメージのプロデュース曲を連続で選ぶ、その状態で8週以上経過する
  - ランクB以上でオーディション不合格になる（Ver1.30からランクC以下の不合格減退が消滅）
  - 10週以上同じ曲を歌わせる
  - ドタキャンを発生させる（回復不能）
  - 衣装・アクセサリ・楽曲による補正（後述するとおり、衣装やほとんどのアクセサリは3つの内1つのパラメータへの修正がマイナスになっている）
  - 悪徳記者がついていることによる補正

能力値は画面右上に3色の扇形を組み合わせた円で表示される他、週初めの流行チェック時には左下に大きく同様に表示される。このグラフでは各能力値は扇形の半径で表され、3つの内最も高い項目（ユニットイメージになる項目）は項目名が異なる色で表示される。また各能力値のバランスや合計値などにより2（半人前アイドル）〜16（アイドル神）までのイメージレベルが算出される。なお、レベル1（素人レベル）はデビュー前の状態にのみ適用され、通常時はレベル1に落とすことはできない。
能力値の表示において、各項目はさらにレッスンで伸ばした基礎能力を表す暗い部分と、曲イメージ・衣装・アクセサリー・およびオーディションで合格したことで得られるそれぞれの補正値を表す明るい部分が存在する。暗い部分は一定値まで伸びると伸びが止まり、その流行パラメーターはレッスンを行っても伸びなくなる。減退時には一部の例外を除き暗い部分が削られるが、レッスンを行うことで回復させることが出来る。
なお、各キャラにパラメーターの上昇率や減退期間が付けられており、15週目の第1段階と30週目の第2段階を経て減退タイプ別の補正によりパラメーターが下がっていく。上昇率は高ければレッスンをした時にパラメーターが伸びやすくなる。減退期間は遅ければパラメーターの高さを維持する期間が長くなる（デュオやトリオの場合は減退期間は全メンバーのうちもっとも不利な期間となる）。パラメーターの上昇率や減退期間は以下の様になっている。Ver1.30からはそれぞれの減退タイプの特性が強まり、早熟タイプは更に減退開始が早くなり、晩成型は更に減退開始が遅くなった。
- 標準型 - 上昇率、減退期間共に標準的。第1段階の減退が少なく、第2段階以降の減退も緩やか。該当キャラは天海春香、三浦あずさ、菊地真
- 早期熟成型 - 上昇率が高い反面、減退開始が早い。第1段階、第2段階共に減退が激しい。該当キャラは如月千早、秋月律子、水瀬伊織
- 大器晩成型 - 上昇率が低い反面、減退開始が遅い。第1段階の減退が発生せず、第2段階以降の減退も非常に緩やか。該当キャラは萩原雪歩、高槻やよい、双海亜美・真美

##### 初期ステータス
| 順位 | 名前           | Vocal | Dance | Visual | 性格値 | Total | Total-性格値 | 減退タイプ | イメージ色 | テンション管理 |
| ---- | -------------- | ----- | ----- | ------ | ------ | ----- | ------------ | ---------- | ---------- | -------------- |
| 1    | 如月千早       | 37    | 21    | 19     | 01     | 78    | 77           | 早熟       |            | 難しい         |
| 2    | 水瀬伊織       | 21    | 19    | 33     | 01     | 74    | 73           | 早熟       |            | 易しい         |
| 3    | 秋月律子       | 25    | 23    | 21     | 03     | 72    | 69           | 早熟       |            | 普通           |
| 4    | 菊地真         | 11    | 19    | 13     | 17     | 60    | 43           | 標準       |            | 易しい         |
| 5    | 三浦あずさ     | 15    | 05    | 21     | 17     | 58    | 41           | 標準       |            | 普通           |
| 6    | 天海春香       | 19    | 05    | 13     | 19     | 56    | 37           | 標準       |            | 易しい         |
| 7    | 高槻やよい     | 05    | 11    | 07     | 27     | 50    | 23           | 晩成       |            | 易しい         |
| 8    | 萩原雪歩       | 07    | 01    | 15     | 27     | 50    | 23           | 晩成       |            | 難しい         |
| 9    | 双海亜美・真美 | 01    | 13    | 07     | 27     | 48    | 21           | 晩成       |            | 易しい         |

この初期値は開始〜第15週までの目安であり、プレイヤー毎のスキルの差でパラメータが変わる。第15週以降は減退タイプ別の減退が始まり、第30週以降は全キャラが減退しはじめる。よって初期値が低い=扱いにくいではないので注意すること。
なお性格値は以前のVerでも現行のVer1.30でもほとんど意味がない（例：雪歩は性格値が高いのにテンション管理が極めて難しい、等）とされている一方、先述したキャラクターの減衰傾向と性格値の間には相関関係が見られる（性格値の高いキャラの方が影響が小さい）。

#### テンション
アイドルにはそれぞれテンションが設定されており、高い、普通、低いの3つに分かれている。先述したパラメータのグラフの左にあるハートがそれである。テンションは赤または紫（高い）・黄緑（普通）・青緑または黒（低い）の3色のハートが重なったゲージで表示されている。また、同じレベルの中でも細かい値としてゲージで表示されており、このゲージが0になると1レベルテンションが下がる。会話によってゲージがMAXになってもハートの数が回復することはない。なお、休みを取る、オーディションで合格する、アイドルランク報告の後にファンレターが届く、アイドルランクがアップするのいずれかにおけるテンション上昇はハートマーク単位での回復+ゲージの回復となっている。
また、ランキングで表示されている「明日のラッキープロデューサー」や、後述の携帯サイト連動「メール☆プリーズ」、「前週にレッスンを選びレッスン・コミュニケーション・ボーナスレッスンのすべてにおいてパーフェクト」のいずれかを満たした場合は、次の1プレイに限りテンションが紫のハート3つ（ゲージMAX）で固定される（但し、発動が活動終了と重なった場合は発動しない。また、前2つの条件はオンラインでなければ発動しない）。
テンションによる効果を以下に示す。基本となるのはテンション中の状態で、このときは思い出使用時のルーレットがGood:Bad=6:6で交互に出現する。
- テンション高
  - テンション中の時に比べアピール1回当たりのアピールポイントが増える（15%増）。
  - 思い出を使用する際にGoodの割合が上がる（Good9:Bad3、本来Badとなるパネルのうち3枚がGoodに変わる）。
  - ナイスアピールの受付時間がテンション中に比べ長い。
  - レッスン時に1回分さぼることがある。
  - コミュニケーション結果がパーフェクトの場合、獲得できる思い出の数が更に増える（通常3→高テンション時5）。
  - 夜、ファンからのプレゼントが届かないことがある。
- テンション低
  - 朝アイドルが事務所に現れず1週無駄になる上にパラメータやファン数が減少する「ドタキャン」が発生することがある。なお雪歩のみテンション中でも発生するが、全般的に発生確率が他のキャラクターより低めとなっている。
  - テンション中の時に比べて1回当たりのアピールポイントが減る（10%減）。
  - 思い出を使用する際にBadの割合が上がる（Good3:Bad9、本来Goodのパネルのうち3枚がBadに変わる）。
  - ナイスアピールの受付時間がテンション中に比べて短い。
  - レッスン後コミュニケーションが発生せず空き時間でレッスンを行うケースがある。
  - レッスン終了後アイドルの方から追加レッスンを申し出る場合があり、レッスン回数が増えることがある。
  - コミュニケーション結果がバッドの場合思い出が減る。
  - 夜、ファンからのプレゼントが届いた後に『今週は更にプレゼントがあります』と表示され2個目のプレゼントが届くことがある。なお、2個プレゼントが届く場合の1個目にファンレターおよび不幸の手紙が来ることはなく、2個目に不幸の手紙が来ることも無い。

なお各メンバーのテンションのレベルが違う状態のデュオ・トリオの場合、思い出を使用する際のGood:Badの割合が変わることがある。
以上の事からテンションを常に意識してゲームを進めることが重要となってくる。

#### プロデュース曲
本作ではアイドルが歌う曲が10曲用意されている。それぞれの曲にイメージが設定されており、1ユニットをプロデュース中に選択できるのは3曲まで。曲は10週程経つと世間に飽きられてしまい、アイドルのパラメーターが減少する。それでも変更せずにいると13週目にユニットからの忠告が発生する。その後も何度かパラメーターが減少し、最終的には1週ごとにその曲のイメージのパラメーターが減少していくようになる。曲が飽きられた場合、曲を変えるとパラメーターの減少が止まるが、同じイメージの曲を選ぶとペナルティとしてさらにパラメーターが減少する。
また、各キャラごとに選択すると他の曲よりパラメータが高くなる曲が設定されているほか、オーディション時のアピールのタイミングは選択した曲のBPMの影響を受ける。
登場する曲とその曲のイメージは以下の通り。
- ボーカルイメージ
  - 『太陽のジェラシー』（作詞：森由里子、作曲：椎名豪）
  - 『蒼い鳥』（作詞：森由里子、作曲：椎名豪）
  - 『魔法をかけて!』（作詞・作曲：神前暁）
  - 『9:02pm』（作詞：yura、作曲：Jesahm）
- ダンスイメージ
  - 『THE IDOLM@STER』（作詞：中村恵、作曲：佐々木宏人）
  - 『First Stage』（作詞：中村恵、作曲：佐々木宏人）
  - 『エージェント夜を往く』（作詞・作曲：LindaAl-CUE）
- ビジュアルイメージ
  - 『おはよう!! 朝ご飯』（作詞：中村恵、作曲：佐々木宏人）
  - 『Here we go!!』（作詞：yura、作曲：Jesahm）
  - 『ポジティブ!』（作詞：mft、作曲：中川浩二）

#### 衣装とアクセサリー
曲とは異なり、衣装は回数の制限無く変更することができる（キャラによっては変更時にテンションが下がるため頻繁に変更できないケースもある）。衣装はベースとなる服と4カ所（頭・胴・手・足）のアクセサリーから構成され、それらのそれぞれにパラメータの変化量が設定されている（大抵のアクセサリーは2項目UP+1項目DOWNとなっている。また、服やアクセサリ自体にも最も伸びるパラメータの項目によるイメージ設定がされている）。
服・アクセサリーとも、毎週の活動終了時に届くプレゼントとして届くことで入手する。この他、アクセサリーは後述する携帯電話用サイトでポイントとの交換でも入手できる。またアクセサリーの中には入手確率が低いレア物や、特別オーディションに勝利したときにしか届かないものも存在する。
なおアクセサリーの中には同じ名前を冠したものが2〜4部位に存在するシリーズを構成している物があり、その場合は同シリーズのアイテムを複数装備していると装備数に応じたボーナスがある。ちなみにシリーズの中には同じ箇所に複数のアイテムがあるものもある。

#### アイドルランク
アイドルランクはファンの人数で決まる。しかしランクB以上に関しては特定数の特別オーディションを合格していなければならない。またランク毎に次のランクへの昇格期限が設定されている（以下の昇格期限はソロでのもの。デュオやトリオでは人数に応じて延びる）。
- ランク外（初回プレイ時のチュートリアルが終わるまでのランク。3週目終了時に自動的にFランクに上がる）
- ランクF（1万人未満。昇格期限は13週終了まで）
- ランクE（1万人以上。昇格期限は23週終了まで）
- ランクD（10万人以上。昇格期限は33週終了まで）
- ランクC（30万人以上。昇格期限は46週終了まで）
- ランクB（70万人以上+特別オーディション合格数3つ以上。昇格期限は56週終了まで）
- ランクA（100万人以上+特別オーディション合格数6つ以上かつマスター系全制覇。61〜62週でプロデュース終了）
- ランクS（150万人以上+特別オーディション全9種合格。61〜62週でプロデュース終了）

#### 芸能記者
本作では2種類の芸能記者が登場する。なお記者の有無はオーディション参加者一覧で確認ができる。なお先述したNPCにおいてはNPC毎に付いている記者が設定されており（例えば「覇王エンジェル」は敏腕記者付き、「レッドショルダー」はゴシップ記者付き）、NPCについては過去の戦歴に関係なく付いている記者は固定となっている。
敏腕記者
青いシルエットの記者。敏腕記者がいるオーディションで1位になると自分のユニットを特別取材をしてくれる。その間はパラメーターが一時的に上昇する。3週活動するか、オーディションで1位以外になった場合はいなくなる。
ゴシップ（悪徳）記者
赤いシルエットの記者。ゴシップ記者がいるオーディションで落選すると自分のユニットがストーキングされる。その間はパラメーターが一時的に低下する。3週活動するか、オーディションで勝利するといなくなる。
負けると必ず付くという訳ではなく、同時に落選した他プレイヤーのユニットにつく場合や、プレイヤーユニットが1組だけの時に負けてもつかない事がある。ただし、落選ユニット間でゴシップ記者が付く確率は各ユニットのアイドルランクが関係している。

### プレイヤーに関するデータ

#### プロデューサーランク
プロデューサーにはランクが付けられており、引退コンサートを終えてからの結果により変化する。
- 見習いプロデューサー（プロデュース可能人数1人）
- 駆け出しプロデューサー（プロデュース可能人数2人、以後デュオユニット編成可能）
- 新米プロデューサー（プロデュース可能人数3人、以後パートエディットが可能）
- 普通プロデューサー（プロデュース可能人数4人）
- 中堅プロデューサー（プロデュース可能人数5人、以後トリオユニット編成可能）
- 敏腕プロデューサー（プロデュース可能人数6人）
- 売れっ子プロデューサー（プロデュース可能人数7人）
- 超売れっ子プロデューサー（プロデュース可能人数8人）
- アイドルマスター（プロデュース可能人数9人）

引退コンサートを終えたときに算出される評価の要素は以下の通り。
- 最終的なイメージレベル
- 最終的なファン獲得人数の順位（オフラインでは更新されない。活動開始〜終了までをすべてオフラインでプレイした場合は999万9999位と見なされる）
- オーディション戦績（特別オーディション勝利数も含む）
- 最終アイドルランク
- アイドルの好感度

こうして算出された評価と現在のプロデューサーランクにより、今回のプロデュースでプロデューサーランクがどう変動するかが決まる。敏腕プロデューサー以上のランクでは、最終成績が悪いと1〜2ランクダウンする場合がある。なお、変動後のプロデューサーランクが見習いであった場合（バージョン1.01までに引退コンサートを行ったPカードに限り可能性がある）、次回のプロデュースでも最初の3週はチュートリアルとなる。

#### カードの種類
このゲームでは2種類のカードを使用する。カードは通常、本体から発行され、表面は熱によって青もしくは透明になる感熱系インクによる書き換え可能な設計である。カード右下に表示されているIDは同じプレイヤーのカードであればプロデューサー・ユニットを問わず同じであり、これによりプレイヤーの確認と携帯電話サイト連動におけるデータ管理を行う。
プロデューサーカード
プロデューサーの情報を記憶する。左上に"P"と表示。
右上にはプロデューサーランクと名前、左下にカード更新までのプレイ回数（0〜50回）、中央にプロデュース状況（現在プロデュース中のメンバーと、残りのプロデュース可能人数）、下にアクセサリーの所有数とIDが表示されている。
2010年3月4日に、同年3月1日にプレイしたカードで、プロデューサーカードのデータにおいて最終プレイ日時が2004年11月1日になったり、同年3月2日以降のプレイにおいても正常に反映されないなどの不具合が発覚した。バンダイナムコゲームスは、2010年3月1日にプレイしていたユーザーを対象にプロデューサーカードを交換する対応を取った。
ユニットカード
アイドル（ユニット）の情報を記憶。各アイドル（ユニット）ごとに1枚使用。左上に"U"と表示されている。
右上にプロデューサーとユニット名、左下には現在のアイドルランク、右下には活動週数と現在のファン人数、IDが表示。中央には現在の曲と顔写真が印刷されている。顔写真については最近の番組出演時で最後に撮影された物が反映される。

#### ランキング
全国のプレイヤー達のプレイデータは毎日深夜に集計され、タワーに以下のランキングとして表示される。ボーカルマスター・ダンスマスター・ビジュアルマスターは発表ごとに10組ずつタワーで映像が表示され、それ以外は一覧で表示される。また携帯電話サイトでも確認可能。
ランキングの優先順位はランク>ファン人数であるため、ランクAの200万人よりも、ランクSの150万人の方が上の順位となる。「殿堂入りアイドルランキング」「有名プロデューサーランキング」以外は過去15日間（当初は90日間、後に30日間を経て現在の15日間となっている）にプレイされたユニットが集計対象。
人気ランキング
現在活動しているユニットのファン数ランキング。1〜100位
ボーカルマスター
ボーカルイメージのユニット（一番伸びているパラメータがボーカル。以下2つのマスター系ランキングも同様）のファン数ランキング。1〜20位
ダンスマスター
ダンスイメージのユニットのファン数ランキング。1〜20位
ビジュアルマスター
ビジュアルイメージのユニットのファン数ランキング。1〜20位
有名プロデューサーランキング
各プロデューサー（プレイヤー）の今までのユニットが獲得した累計ファン数のランキング。1〜100位。10億人を超える表示はされない(カウンターストップ)
殿堂入りアイドルランキング
Aランク以上で解散、引退したユニットの最終獲得ファン数ランキング。1〜100位
事務所ランキング
携帯サイトで設立した事務所の合計ファン数のランキング。1〜100位
アイドル別ランキング
各キャラのソロ限定のファン数ランキング。1〜100位
明日のラッキープロデューサー
1日あたり最大30ユニットが選ばれる。これに選ばれたユニットは翌日にプレイした場合、1週だけ「パラメータUP+テンションMAX固定」という、後述するブーストメールと同様の効果が得られる。
発動期間は発表日の翌日0時〜23時59分。このため、発表日24時〜26時までにプレイした場合にも発動する。

### 携帯サイト
携帯サイト「アイドルマスター」は、SoftBank・NTTドコモ・auに対応（対応機種の制限あり）。月額315円（一部無料）。なおiモード向けサイトは2009年7月23日にリニューアルされ、月額料金無料と525円のコースが追加された。なお、リニューアル前のサイト（アーケード連動）とリニューアル後のサイト（アイドルマスターモバイル）はURLが異なるため、ブックマークをそのままにしているとリニューアル前のサイトにアクセスするようになっている。
会員に登録すると以下のサービスを使用できる。
ハプニング☆ロケ
アクセサリーと交換できるポイントを獲得できる。詳細は後述。
メール☆プリーズ
アイドル達から携帯電話にメールが送られてくる。詳細は後述。
メモリーズ☆プリーズ
出演時の写真を待ち受け画像としてダウンロードできる。詳細は後述。
アクセサリーショップ
貯めたポイント、「ケータイアクセサリ」（待ち受け画像）や「アーケード用アクセサリ」と交換できる。
アーケード連動
現在のステータスやアーケード版の全国ランキングを確認できる。
事務所
プロデューサー（プレイヤー）同士でチームを結成することができる。
出勤簿
プロデューサー（プレイヤー）が、今までどの店舗でプレイしているかを確認出来る。参照可能なデータは店舗毎の累計および前月・今月のプレイ回数。この機能を用いて、2006年3月中旬から4月末までナムコ直営店での合計プレイ回数によるプレゼントキャンペーンが行われた。
ミニゲーム（ドコモのみ）
2006年3月23日現在、『あずさのおみくじ』『ちはやのリバーシ』『まことのINLINE SKATER』『やよいの雨もり注意報』『ゆきほの慰めタイピング」が配信されている。

#### ハプニング☆ロケ
すごろくアドベンチャーゲームで、クリア時に獲得した視聴率により得たポイントを蓄積できる（200p/月まで）。ドコモ・SoftBankは全て、auは一部のBREW対応機種で携帯電話用のアプリとして配信されている（非対応機種でも若干ディテールが削られているウェブ版としてプレイ可能）。
- 2005年7月：『ハプニング☆ロケ 京都の旅 春香編』が登録
- 2005年8月：『ハプニング☆ロケ 岡山の旅 千早編』が登録
- 2005年9月：『ハプニング☆ロケ 名古屋の旅 あずさ編』が登録
- 2005年11月：『ハプニング☆ロケ 福岡の旅 亜美・真美編』が登録
- 2006年1月：『ハプニング☆ロケ 横浜の旅 伊織編』が登録
- 2006年4月：『ハプニング☆ロケ 沖縄の旅 真編』が登録
- 2006年5月：『ハプニング☆ロケ 東京の旅 律子編』が登録
- 2006年6月：『ハプニング☆ロケ 北海道の旅 雪歩編』が登録
- 2006年8月：『ハプニング☆ロケ 大阪・神戸の旅 やよい編』が登録

#### メール☆プリーズ
サイトのアーケード連動でカードを登録し、かつ携帯電話のメールアドレスを関連づけると、時折以下のいずれかのメールが届くというシステムになっている。
- 登録お礼メール - アドレス登録時に、プロデュース中のアイドルから来る（誰もプロデュースしていないときは来ない）。
- 意気込みメール - ユニットを新しくプロデュース開始した後に来る。ブーストメールの特性あり。
- 日常メール - メンバーがそれぞれの日常生活の風景をメールにして送ってくる。
- ブーストメール - 日時の指定があり、その期間中にプレイを開始すると1週だけテンションがMAXで固定となりパラメータも若干アップする。純粋なブーストメールは放置されて困っているタイプの内容であるが、その他に一部の連動メールやプロデュース開始時の意気込みメール、オーディション敗戦時の感想メールにも設定されている。
- 連動メール - 一部コミュニケーションの内容と結果に連動したメールが来る。一部にはブーストメールの特性あり。
- オーディション感想メール - オーディションの結果（合格・不合格）に応じたメールが来る。不合格の場合は日時指定があり、これもまたブーストメールと同じ特性を持つ[8]。
- 引退後メール - プロデュース終了後のユニットのメンバー（やよいを除く）から、活動中を振り返るコメントのメールが来る。
- 間違いメール - プロデュースしていないアイドル（やよいを除く）から届く間違いのメール。プロデュースされていない場合のアイドル候補生達の日常を垣間見ることができる。なお、このメールは基本的に（一部例外あり）件名が「Re:〜」となっており、友人等からのメールに対する返信となっている。

なお、各アイドルには個別のメールアドレスと、ブーストメールにおける時間帯条件（時間帯の長さや前日に送るか当日に送るか等）が設定されている。また、ブーストメールで指定される時間帯はカードを登録する際に聞かれる「主にプレイする時間帯」が影響している。
引退後メールや間違いメールにやよいが含まれないのは、個人では携帯電話を持っておらず、プロデュース期間中に貸し出しているという設定のため。

#### メモリーズ☆プリーズ
アーケードでテレビ出演を果たした時に撮影した画像を待ち受け画像としてダウンロードできる。過去30枚分が保存されており、時折公式サイト内のグッズショップでプレイヤー毎にそれらの写真を収録したアルバムの販売が行われた（2006年9月分までは希望者の中から抽選が行われていた）。また2006年3月には、同様のシステムでプレイヤーから写真を募り、365日のそれぞれに掲載した2006年度分のカレンダーが発売された。
2008年3月には携帯サイトでの表示が一部変更され、過去にプロデュースしたユニットの最終ステータスも参照できるようになった。

## 登場人物
765プロダクション所属をはじめとした登場人物については上記項目を参照。

## 公式大会「スーパープロデューサートーナメント」
2005年12月15日10:00〜2006年1月15日23:59にナムコ主催で行われた唯一の公式大会。ルールは以下のとおり。
- 期間内に新しくユニットを作成し、期間内に引退までプレイすること。
- 携帯の公式サイトにてエントリーを行うこと。
- プロデュースする曲は1曲のみで、ゲーム中1度も曲を変更しないこと。プロデュース対象曲は『THE IDOLM@STER』を除く9曲。
- 特別オーディション「ボーカルマスター」「ダンスマスター」「ビジュアルマスター」のいずれか1つ以上に合格すること。
- 引退時点でのファン人数に、プロデューサーランクおよびアイドルごとの補正を加算して順位を決定する。

以上の条件を満たしたユニットについて各曲ごとにランキングの集計を行い、それぞれの最終順位上位10名の中からナムコとコロムビアが審査を行い各曲1名（合計9名）を選出、「CDプロデューサー」としてMASTERPIECE 04に各ユニットの曲が収録された。またCDプロデューサーを除く全参加者の中から両社が50名を選出し、「ブックレット写真プロデューサー」として同CDのブックレットにユニットの写真が掲載された。
見習いプロデューサーや晩成型キャラクターに大きなボーナスポイント（ハンディキャップ）を振るなど、見習いソロ優遇策が講じてあるにも関わらず、実際に入賞したソロユニット（その中には曲別1位も含まれる）が1ユニットも選ばれていない、曲別1位のユニットが1ユニットも選ばれていない、過去に不正行為によりアイドルマスターの称号を獲得したプロデューサーが選ばれていた、などの理由で一部参加者からの批判があった。

## 関連商品

### CD

#### サウンドトラックCD
THE IDOLM@STER MASTERPIECE
2005年9月28日から発売されたCDシリーズ。全5枚。アーケード版の楽曲（10曲）のフルバージョンとゲーム中で使用されているBGMを収録。
THE IDOLM@STER MASTER BOX
2006年7月19日発売。3枚組CD BOX。アーケード版の各楽曲（10曲）の全キャラクター（9人）分のソロバージョン、およびカラオケを収録。外装BOXにシリアルナンバーが記入されている。
7650組限定生産の通常版の他に、1st ANNIVERSARY LIVE会場にて765組限定で発売された「060723バージョン」が存在する。

#### ドラマCD
サウンドトラック以外にドラマCDも発売されている。ドラマCDのScene. 01〜04の初回分にはポストカードが、05〜06の初回分にはリライタブルカードが付属。
THE IDOLM@STER ドラマCD Scene.01 〜萩原雪歩&菊地真編〜
2005年12月22日発売。雪歩と真が主役。二人が765プロに入ったときの話。01〜04にはボーナストラックとして「アイドル候補生が何かの職業に扮する」というコーナーがある。01は「もしも雪歩がエレベーターガールだったら」「もしも真が絵の先生だったら」。
THE IDOLM@STER ドラマCD Scene.02 〜如月千早&高槻やよい編〜
2006年2月24日発売。千早とやよいが主役。同時期に765プロに入った千早とやよい。それぞれは別のレッスンを受け、オーディションに挑戦することになるが……。ボーナストラックは、「もしも千早が寿司職人だったら」「もしもやよいが大会社の社長だったら」。
THE IDOLM@STER ドラマCD Scene.03 〜天海春香&秋月律子&水瀬伊織編〜
2006年3月24日発売。春香と律子と伊織がパーソナリティを務める番組に、アヤと名乗る少女がリクエストをしてきた。私を捕まえてみろ、というアヤを巡って、渋谷で追いかけっこが始まるが……。ボーナストラックは「もしも春香が凄腕の刑事だったら」「もしも律子がタクシードライバーだったら」「もしも伊織がマッチ売りの少女だったら」の3編。
THE IDOLM@STER ドラマCD Scene.04 〜三浦あずさ&双海亜美・真美編〜
2006年4月21日発売。社長の命令でユニットを組むことになったあずさと亜美・真美。ファン層も方向性もまるで違う2人(3人？)をどうやってブレイクさせればいいのか……?音無小鳥初出演。ボーナストラックは「もしもあずさがお医者さんだったら」「もしも亜美真美がお殿様だったら」。
THE IDOLM@STER ドラマCD Scene.05 EXTRA STAGE 1
2006年6月23日発売。温泉編と一日所長編の2話が収録されている。ドラマCDでは初のオリジナル絵がカバーに使われた。（ゲスト：秋元羊介、津久井教生、若本規夫）
THE IDOLM@STER ドラマCD Scene.06 EXTRA STAGE 2
2006年7月21日発売。無人島編とメイドカフェ編の2話が収録されている。

### 書籍

#### ムック
プレミアムキット
2005年8月発売。CDサイズのブックレット+リライタブルカード2枚。ショップインバウンドによるインターネット専売品で既に販売終了している。
アイドルマスター プラチナアルバム
2005年10月28日発売。ゲーム内容の説明やスタッフ・キャストのインタビュー、衣装やアクセサリーの紹介などを掲載したムック本。発売元はエンターブレイン。ISBN 4-7577-2500-0
アイドルマスター キャラクターマスター
2005年12月27日発売。各曲の振り付けの連続写真や、プロデュース開始直前のストーリーなどを掲載。リライタブルカード付属。なおアニメイトでは表紙の絵柄が異なるバージョンが発売された。発売元は一迅社。ISBN 4-7580-1046-3

#### 漫画
アイドルマスター
原作：バンダイナムコゲームス / 作画：稍日向
『月刊コンプエース』にて2006年5月から2006年11月まで連載。全7回。
メインヒロインは天海春香。765プロに新人として入社したばかりのプロデューサーの奮闘とアイドル達との交流を描いている。“PROJECT IM@S”発足以前からの連載だったためか、コミックではこの作品のみカバーに“PROJECT IM@S”の表記が無い。また、あずさが真のことを「ちゃん」付けでは無く「さん」付けで呼んだりと、原作とは基本設定が一部異なる。単行本は、角川書店のカドカワコミックスレーベルより発売。
1. 2007年9月26日発売 ISBN 978-4-04-713966-4

コミックアンソロジー Vol.1
2005年11月25日、一迅社より発売。ISBN 4-7580-0281-9
コミックアンソロジー Vol.2
2006年1月25日、一迅社より発売。ISBN 4-7580-0298-3
アンソロジーコミック
2006年3月10日、FOX出版より発売。ISBN 4-925148-99-0
コンセプトコミック オン
2006年4月26日、エンターブレインより発売。仕事中のアイドルを描くというコンセプト。ISBN 4-7577-2688-0
コンセプトコミック オフ
2006年4月26日、エンターブレインより発売。プライベートのアイドルを描くというコンセプト。ISBN 4-7577-2689-9

#### 小説
エンターブレインから斎藤ゆうすけによるノベライズがファミ通文庫で2冊発売された。挿絵はオイコ（後の杏仁豆腐）。メインキャラ以外に、サブキャラクターとして天海春香・萩原雪歩の2名が登場する（他のキャラは登場しない）。
やすらぎの旋律
2006年1月30日発売。メインキャラクターは如月千早。ISBN 4-7577-2606-6
ときめきのSummer Days
2006年2月27日発売。メインキャラクターは秋月律子。ISBN 4-7577-2626-0

### クレジットカード
アイマスVISAカード
バンダイナムコゲームスと三井住友VISAカードとのタイアップで2008年11月17日に受付が開始された。

### バナパスポートカード
太鼓の達人×アイドルマスター
太鼓の達人Wii 決定版をローソンで予約することで入手できたカード。デザインは太鼓の達人準拠になっている。
アイマスEdyカード
バナパスポートカードでは初めて、Edy機能が付加されたハイブリッド仕様となっている。東京ゲームショウ2011にて先行販売。
クレナ2クイーン アイドルマスターver.稼働記念カード
ナムコのクレーンゲーム機「クレナ2クイーン」にアイドルやそのサインが描かれたバージョンの稼働に合わせて販売しているカードで、各アイドルに合わせ全12種類存在する。衣装は同筐体に描かれているイラストと同様。基本的に同機が稼働しているゲームセンターで入手できる。

### ドラマ
THE IDOLM@STER.KR
韓国のテレビドラマで、Amazonプライム・ビデオで2017年上半期に放映された。

## 開発

### 企画
本作は2001年ごろ、絵柄の書き換え可能なカードを売りとする新アーケード用筐体「リライタブルステージ」の第2弾として開発がスタートした。石原章弘が企画した当時はアーケードゲームの売り上げが思わしくなく、「リライタブルステージ」の第1弾にあたる『ドラゴンクロニクル』の売れ行きにも不安が広がっていたため、ナムコ社内で打開に向けた模索が続いており、企画にかかわっていた深見和佳子は当時の状況について「『無難に生きながらえよう』じゃなくて、もう『やらなきゃ！』みたいな感じで。」と2020年のインタビューの中で振り返っている。また、当時は携帯電話が広まりつつあったことから、石原はヒロインたちからのメールという設定のメールマガジンの構想を立てており、「リライタブルステージ」の第2弾の構想に取り入れた。『ドラゴンクロニクル』のヒットを受け、小山順一朗は育成や成長がヒットの要因になったと考え、いつか作りたいと思っていたギャルゲーの要素を取り入れることを思いついた。加えて、テレビのオーディション番組が人気を博していたことや、全国オンライン対戦との相性も良かったことから、第2弾の企画のテーマは「アイドル」に決まった。
ゲームセンターに足を運んでもらうには「呼び込みをするのなら女の子がいいのでは」と考えたのがきっかけで、「女の子に会うならアイドル」「アイドルで対戦するならオーディション」と連想でゲームのイメージが固まっていった。2002年秋のアミューズメントマシンショーにプロトタイプ段階のものを「（仮称）アイドルゲーム。」として参考出展したが、そこから具体的な形となるまでには3年の歳月を要した。本作は『ドラクロ』ありきの企画という都合上、筐体自体を変更することができなかったため、最終的にはプロデューサーのクールなイメージを前面としたデザインに設定された。また、タッチパネル筐体のみだと、遠くから見たときにどのようなゲームなのかわかりにくかったため、筐体の設計の段階からライブタワーを使用することは考えていた。本作のゲーム基板はPlayStation 2互換のSYSTEM256を使用しており、モーションのフレームレート数は1秒当たり30フレームだった。

### キャラクター設定
たくさんいれば好きなキャラクターが出てくるはずという坂上陽三の考えから、本作には様々な性格を持つ10人のアイドルが登場した。天海春香が最初に生まれ、次いで千早、雪歩、真の順に生まれた。これらのキャラクターのセッティングについて、開発チームはアイドルの生活がよくわからなかったため、アイドルもののゲームというよりはむしろギャルゲーのような方法で行っていたことを明らかにしており、眼鏡っ娘などを最低一人は入れていたと2020年の佐伯憲司とのインタビューの中で明かしている。
開発当初は、3人組でも2人組でも組ませやすいという理由で12人のアイドルを登場させる予定だったが、ゲームのボリュームが予想以上に大きくなってしまったため、アイドルの数を9人に減らすことにした。双海亜美と真美は2人で1組という扱いになり、最終的には2人のアイドルがお蔵入りとなる形で、10人のアイドルが登場することとなった。この2名はいずれも長い髪を3DCGで表現するのが難しいという理由で登場を見送られており、その後『THE IDOLM@STER SP』にてそれぞれ我那覇響と四条貴音として登場した。
アーケードゲームの企画ということもあり、美少女ゲームというよりはアニメ寄りの絵柄を採用するという方向性が立てられ、当初はゲーム内の映像をすべてセル画にしようとしたが、アニメ会社と金銭面の都合がつかず見送られた。今度は3DCGを取り入れようという話になり、PlayStation 2用ソフト『ゆめりあ』の開発チームの一人を通じて窪岡俊之が紹介され、最終的にはキャラクターデザイナーとしての起用に至った。窪岡によるキャラクターデザインは、同時期の美少女を前面に押し出した作品に登場するデザインの流行とは違う方向性となっており、多くのゲームプレイヤーにも好感を持ってもらおうと、比較的大衆向けの絵になっているため、キャラクターの性格や魅力もあって女性プレーヤーも少なくない。また、本作では、2Dグラフィック（あるいはセルアニメ）に近い表現を実現するため、また窪岡のキャラクターデザインに近い出来上がりを求めるためにトゥーンシェーディング技法を採用している。

### キャスティング・楽曲制作
アイドル達を演じた声優のうち、天海春香を中村繪里子が演じることは企画の最初期の段階で決まった。中村は2020年のファミ通とのインタビューの中で、資料として絵コンテを渡されたことを明かしており、「そういった出会いだった[絵コンテを渡されたこと]ので、春香の第一印象はイラストなどを見て二次元で捉えるという形ではなく、絵コンテのコマの中で春香がパラパラマンガのように動いていくような、立体的な彼女の動きが印象的に残っています。」と振り返ると同時に、当時の企画の名前を聞いて納得したとも話している。
中村は、演技に当たっては具体的なディレクションが少なく、自由に演じてほしいと言われたと前述のインタビューの中で振り返っている。
アイドル達の声を当てた声優のうち、水瀬伊織役の釘宮理恵や三浦あずさ役のたかはし智秋以外の大半は、本格的な歌唱経験がなく、メンバー全員に10曲歌ってもらうのは大変だったと2020年のインタビューの中で小山は振り返っている。また、当初は3人でステージに出すという仕様に合わせ、全員にハモリをさせる案もあったが、収録の都合によりユニゾンに変更された。
さらに、ナムコ社内のサウンドスタッフもボーカル曲の経験がなかったため、社内で募集がかけられた。

### ロケテスト、そして正式運用へ
社内では「売れない」と否定的な声があったが、店頭のテストプレーで長蛇の列ができるほどであったことから開発は続行された。また、ロケテストを通じてライブタワーがプレイ結果を表示する場所として機能していたことが判明したことから、タワーからも映像を操作できるといった仕様が追加された。最終的に、本作は2005年7月にリリースされた。

### 筐体の運用
本作の稼働時には、筐体を同じくする『ドラゴンクロニクル』を本作にコンバートしたロケーションも多く、その一方で本作にコンバート後、筐体を『ドラゴンクロニクル』に逆コンバートしたロケーションもあった。
更に2006年12月には同じ筐体を利用する『みんなで鍛える全脳トレーニング』が稼働開始し、また2007年1月25日にXbox 360版が発売された影響もあり『ドラゴンクロニクル』共々コンバートされて消滅するケースが多発した。また、ステーションは残ってもタワーが『みんなで鍛える全脳トレーニング』の稼働開始時にコンバートされたロケーションもある（本作のプレイに支障はないが、タワーで放送することはできない）。
筐体や筐体付近に貼られているミュージックリストやキャラクターリストは、開発途中に作成されたものがそのまま使用されているため、記載されている曲名やキャラ名が現在と異なっている部分がある。例としては「青い鳥」、「9:07pm」、「エージェント空を往く」など。
なお、2010年にはオフライン化を記念してこの筐体をモチーフとしたペーパークラフトが公式サイトで配布されているほか、2011年にWAVEからプラキット化された。

## その他

### 難易度
本作においては、アーケードゲームとしては異質なまでの奥の深い駆け引きやゲームを進める際の計画性が必要とされる（この計画性を要求されるゲーム性のため、育成メモを記録しながらプレイするプレイヤーが多く、店内でこのゲームをプレイする一部のプレイヤーがメモ帳やノート、有志による運営の攻略サイトで提供されているコミュニケーションの正解ルート表などを広げてプレイするという光景が見られた）ため、稼動当初は難易度が非常に高く、初心者がアイドルランクをD以上に上げるのは困難であった。そのため、オーディションにおけるファン獲得人数の増加や合格枠数の拡大、下級のオーディションにおけるイメージレベル制限の強化（による低レベル＝活動初期ユニットの保護）など、数回の調整で難易度を下げていった。オフライン稼働の筐体は難易度がオンライン稼働の筐体よりも引き下げられている。
なお、難易度が高い原因としてユーザーに指摘されている内容としては、オーディション敗北時にメリットが全く無く、能力値の減少（高性格値キャラはやや少ないが）のみを招き、しかもそれを取り戻すことが第30週以降は不可能になるため、一度の敗北が過去のプレイを全て無駄にするという側面、およびそれを強調するゲーム料金の高さ（導入当時は1週分で200円だった）によるやり直しの難しさでより強めた事などがあげられている。
アイドルランクCまでなら通常のオーディションだけでもどうにか到達できるが、アイドルランクをB以上にするためにはランク毎に決められた数の特別オーディションを突破する必要がある。そのため、特別オーディション合格数が足りず各アイドルが言う「トップアイドル一歩手前」であるCランクで活動停止に追い込まれてしまうケースや、Sランクを目指すには全ての特別オーディションをクリアしなければならず「TOP×TOP」に勝利するまでは敗北が絶対に許されないという点が、このゲームの難しさや過酷さを象徴していると言える。しかし2002年のAMショーに出展されたときの告知POPや筐体のインストカードなどで「サバイバル」等の厳しさを強調する言葉が使用されている点を考えれば、ある程度は意図されていたとも言えるが、これが大多数のプレイヤーに受け入れられなかったことにより調整毎に難易度が下げられる結果となり、最終的にXbox 360への移植の際に不本意な結果の保存の回避や、シビアなスケジュール管理を要求するような仕様（引きこもり減衰やランクアップリミットなど）の削除という形で、ゲーム性が大きく変わることとなった。

## 他作品での登場・コラボレーションなど
ワンダーモモ
1987年にアーケードでリリースされたナムコのアクションゲーム。「人気アイドルが主演する舞台劇の上演中」という設定で、「主人公『モモ』を演じる神田桃は、高木社長が初めてプロデュースを手がけたアイドルである」と後付で設定が加えられており、主人公のモモがアイドル候補生たちの先輩と位置づけられた。
エースコンバット6 解放への戦火
バンダイナムコゲームスより発売されたフライトシューティングゲーム。ダウンロードコンテンツとしてTHE IDOLM@STERのキャラクターが描かれた機体が用意されている。
アイドルマスタープロジェクト
ハセガワの販売するプラモデルのシリーズ。エースコンバット6に登場するTHE IDOLM@STERのコラボ機体である通称アイマス機を1/72と1/48のスケールでモデル化している。
リッジレーサー ヴィータ
バンダイナムコゲームスより発売されたレースゲーム。ダウンロードコンテンツとしてTHE IDOLM@STERのキャラクターが描かれたマシンや楽曲が用意されている。
アットゲームズ、バナフェス!タウン、ワンダーオーシャン
コミュニケーションサイト内のアバター衣装としてTHE IDOLM@STERのアイテムが期間限定にて登場していた。
太鼓の達人、テイルズ オブ シリーズなど他にもいろいろと進出しているが、詳細に関してはアイドルマスターシリーズの作品一覧#他作品とのコラボレーションの項目を参照。

## 反響

### 評価
ライターのガッキーは、Gamerに寄せた記事の中で、全面タッチパネルという先進的な筐体と女性キャラクターという組み合わせだけでも衝撃的だったが、システムについてはアーケードゲームらしくさらりとした仕上がりになっていたと評価している。